# Àngels Garriga
Maria Àngels Garriga i Martín, también conocida como Àngels Garriga de Mata (San Vicente de Calders, Tarragona; 1898 - Barcelona; 1967) fue una pedagoga, maestra y escritora española. Madre de la política y pedagoga Marta Mata impulsora de la escuela pública y laica en la transición española.
Hija de Antoni Garriga i Torrents y de Marta Martín Artigas. Casada con Josep Mata i Virgili, tuvo cuatro hijos, José, Marta, María y Eulalia. Enviudó muy joven ya que su marido murió en 1934 de accidente laboral.
Formada en los Estudios Normales de la Mancomunidad de Cataluña (1920-1923), fue maestra municipal en Barcelona de 1923 a 1931 y maestra nacional del Patronato Escolar del Ayuntamiento de Barcelona desde 1931. Tras el fin de la guerra civil y el comienzo de la dictadura, este organismo fue disuelto (1939), y Àngels alejada de su puesto de trabajo (por entonces conocido como "Grupo Escolar Pedro Vila") trabajando en la "Escuela Unitaria de Niñas", hasta 1945, año en que quedó paralítica.
Jubilada, vivió de 1946 a 1965 con su hija Marta Mata en la masía heredada de su difunto marido, donde escribió, entre otros libros, "Beceroles" (1965), primer libro de aprendizaje de la lectura en catalán después de la guerra.
En la actualidad, la masía de Cal Mata es la sede de la Fundació Àngels Garriga de Mata, desde donde se organizan actividades para escolares, cursos de verano para maestros, seminarios, conferencias, edición de publicaciones relacionadas con la pedagogía, etc. También dispone de una biblioteca de más de 23.000 volúmenes, especializada en historia de la pedagogía catalana y material didáctico de principios del siglo XX hasta la actualidad.

## Obra
- L'entremaliada del ramat. Ilustraciones de Maria Rius. Barcelona: La Galera, 1964 (La Galera d'or)
- El gran viaje de Gotazul y Gotaverde. Ilustraciones de Enrica Casademont. Barcelona: La Galera, 1971 (La Galera de oro)
- Anem a buscar un gos. Ilustraciones de Fina Rifà. Barcelona: La Galera, 1965 (Desplegavela)
- Dijous a Vila. Ilustraciones de Pilarín Bayés. Barcelona: La Galera, 1965 (Desplegavela)
- Una excursió accidentada. Ilustraciones de Antoni Bassó. Barcelona: La Galera, 1965 (Desplegavela)
- Un indicador para Curtó. Ilustraciones de Fina Rifà. Barcelona: La Galera, 1968 (Los grumetes de La Galera)
- Dotze contalles de l'Àvia de Saifores. Ilustraciones de Cesc, Joan d'Ivori, Fina Rifà, Josep y Raimon Obiols. Barcelona: La Galera, 1998

### Adaptaciones
- Com explicar contes, de Sara Cone Bryant: El Flautista de Hamelin, Historia de Filemón y Baucis, Las ocas del Capitolio.

Barcelona: Nova Terra, 1963
- El gat amb botes, de Charles Perrault. Barcelona: La Galera, 1972 (Teatre, joc d'equip)
- El testamento del tío Nacho. Barcelona: La Galera, 1993 (Taller de teatro-14)

### Libros escolares
- Ardilla. Método de lectura 1 y Ardilla. Método de lectura 2. Incluyen Guía del maestro. Barcelona: Teide, 1964
- Beceroles, comencem a llegir 1. Incluyen Guia del mestre. Barcelona: Teide, 1965
- Estels, comencem a llegir 2. Barcelona: Teide, 1967. La Generalidad de Cataluña hizo una reedición en motivo del centenario de su nacimiento, en 1998
- Lenguaje. APTO. Barcelona: Teide, 1966

## Libros que se han escrito sobre Àngels Garriga
- Constantí i Mata, Montserrat. Petita història d'Àngels Garriga. Ilustraciones de Pilarín Bayés. Barcelona: Editorial Mediterrània, 1995
- Mata i Garriga, Marta, Àngels Garriga, la seva escola,la seva generació de mestres. Saifores: Fundació Àngels Garriga de Mata, 1998
- Martí i Ventosa, Maria Dolors. Mata i Garriga, Marta. SAIFORES 1998, Un anys d'aniversaris. Saifores: Comissió de Festes i Fundació Àngels Garriga de Mata, 1998